# Krasnyj Kut
Krasnyj Kut in russo Красный Кут? è una città dell'Oblast di Saratov, nella Russia europea, situata 113 km a sud del capoluogo Saratov, sulle rive dell'Eruslan. Fondata nel 1863, è capoluogo del Krasnokutskij rajon.